# Festa delle Farchie
La Festa delle Farchie è una manifestazione folcloristica di Fara Filiorum Petri.
Le farchie sono dei grossi fasci di canne legati ad arte, manualmente, con rami di salice rosso. Hanno una consistenza di circa 80 centimetri di diametro e circa 8 metri di lunghezza.
Il mito alla base del rito è basato su un miracolo di Sant'Antonio abate durante l'invasione francese del 1799. Secondo il racconto popolare Sant'Antonio abate apparve alle truppe francesi, che volevano entrare a Fara, e trasformò le querce che circondavano il paese in fiamme costringendo alla fuga i soldati.
Così i faresi il giorno prima della festa del santo (16 gennaio) compiono una processione all'imbrunire con fiaccole di canne. Altre fiaccole, più grandi, vengono poste lungo l'ultimo tratto della strada che portava alla chiesetta dedicata a sant'Antonio.

## Preparazione della Farchia

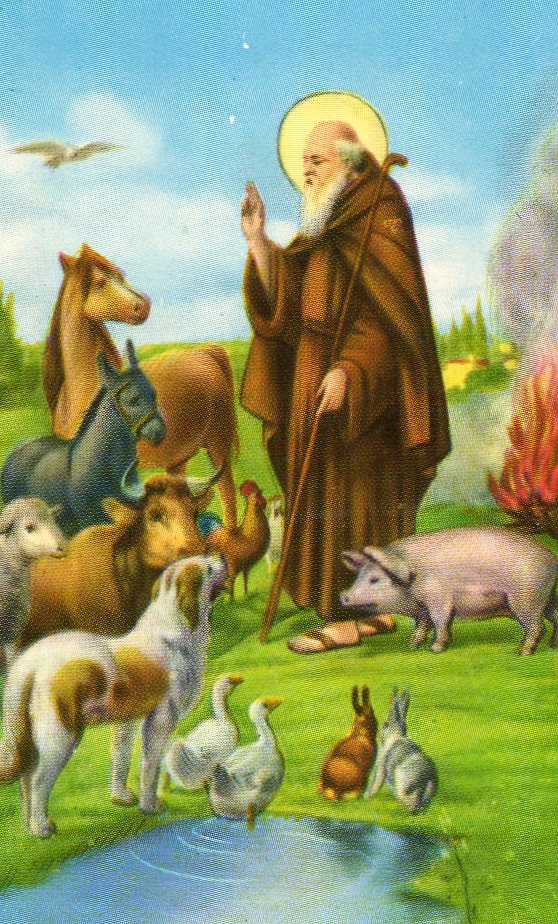
Sant'Antonio Abate con gli animali, in una immagine devozionale molto comune in Abruzzo

Dopo Natale i contradaioli si organizzano per raccogliere le canne che sono state tagliate ancora verdi nel mese di febbraio dell'anno precedente, selezionate e raccolte in fasci composti da 15-20 pezzi. Temendo furti da parte di rappresentanti delle altre contrade, le canne raccolte vengono conservate in ambienti chiusi, anche per preservarle dall'umidità.
In passato alcune contrade (quelle “urbane” che non avevano campagne a disposizione) si procacciavano le canne necessarie a costruire la farchia rubandole a malcapitati contadini che spesso, sorpresi i ladri con le mani nel sacco, reagivano sparandogli contro e denunciandoli ai carabinieri.
Oggi la tradizione del furto delle canne continua solo grazie ai contradaioli più giovani che, qualche giorno prima della festa di notte si avventurano nelle campagne dei paesi vicini alla ricerca più di emozioni forti che di materiale utile alla preparazione della farchia.
Nei giorni a cavallo dell'8 dicembre si potano gli alberi di salice rosso di quei rami grandi a sufficienza ma non vecchi (inutilizzabili perché privi della quantità d'acqua giusta: questi infatti quando si scaldano per essere legati in coppie si spaccano) che andranno a formare il legame.
Di solito il 12 gennaio inizia la preparazione delle farchie in ogni contrada.
La prima fase consiste nel preparare l'anima della farchia. Questa può essere costituita da un palo di legno cui si legano canne oppure da sole canne, ottenendo una piccola farchia che funge da spina dorsale della farchia vera e propria. Successivamente, si effettua il “rinfascio”, cioè con le canne più lunghe e dritte si ingrossa il diametro sino a raggiungere la dimensione finale.
I due-tre uomini più esperti si occupano della legatura del legame: momento questo che richiede forza e grande maestria perché dal modo in cui è legato il legame dipende la stabilità e la bellezza della farchia.
La perfezione tecnica della farchia risiede nell'unione di più caratteristiche: la verticalità, il giusto allinearnento dei nodi, l'assenza di rigonfiamenti, la grandezza, la corretta sistemazione della singola canna in modo che appaia all'occhio dell'osservatore come unica dal capo (il “piticone”) alla coda (la “cima” o "fiocco") della farchia. Quest'ultima caratteristica si ottiene apportando con canne più grandi giunture successive alla prima canna che parte dal “piticone”.
Le donne della contrada, durante la fase di preparazione, assistono gli uomini e cucinano per loro il pasto di "Sant'Andone", il tutto innaffiato dal buon vino locale.
Queste fiaccole negli anni crebbero sempre più, arrivando all'attuale dimensione negli anni 1890 (a questi anni infatti risalgono le prime notizie scritte). Da allora il diametro della farchia è di quasi un metro e la lunghezza è generalmente di circa 8 metri.

## Le contrade che partecipano
Tra le contrade partecipa anche Fara Centro, detta "San Salvatore", per l'intitolazione della chiesa. 
Sant'Eufemia, Minghino, Madonna del ponte, Colle Pagnotto, Fonzoni, San Nicola, Fara Centro, Giardino, Piane San Giacomo, Mandrone, Sant'Antonio, Colle San Donato, Campolungo, Colli Centro, Colli, Vicenne.

## Cerimonia
La preparazione dei festeggiamenti inizia una settimana prima del 16 gennaio, con la costruzione delle farchie in ciascuna contrada, compresa Fara paese. Da sabato nella chiesa parrocchiale si cantano le novene a Sant'Antonio, tratte dalle Litanie Lauretane. Durante la preparazione, nelle diverse contrade si intonano canti popolari a Sant'Antonio e si accolgono eventuali ospiti con le vivande.
Il 15 gennaio pomeriggio ha avvio dalla chiesa parrocchiale la solenne processione della statua di Sant'Antonio, verso la chiesa campestre del Santo.
Nel primo pomeriggio del 16 gennaio, i faresi trasportano le farchie dalla propria contrada al piazzale antistante la chiesetta di S. Antonio Abate, le innalzano e le incendiano. Un tempo le Farchie di bruciavano in paese nella piazza mercato. 
Il trasporto avviene per mezzo di trattori, oppure la farchia è trasportata “a spalla” dagli stessi contradaioli.
In alcune contrade sopravvive l'usanza che i cortei prima di iniziare il viaggio recitino le litanie lauretane. 
I contradaioli scaricano la farchia poggiandola sul suolo e quindi, al comando del "capofarchia" la innalzano in piedi.
Il capofarchia dirige le fasi di innalzamento mettendosi in piedi davanti alla farchia stessa sul terreno, dando ordini cadenzati mentre gli altri, muniti di funi, scale e filagne (travi di legno legate in modo da formare una “x”) alzano diversi quintali di peso.
L'ultimo strappo è il momento più pericoloso: se gli uomini alle funi tirano troppo oppure se il gruppo alla filagna spinge eccessivamente, la farchia rischia di ribaltarsi cadendo col suo straordinario peso sulle squadre degli “alzatori”.
Negli ultimi 30 anni si è assistito ad una progressiva riduzione delle dimensioni delle farchie da una parte imposta dalle forze dell'ordine e dall'altra aiutata dall'eliminazione del premio che durante il Ventennio e fino al secondo dopoguerra veniva assegnato alla farchia più bella, spingendo così le contrade a costruire farchie sempre più grandi.
Al tramonto, quando tutte le farchie sono alzate si dà inizio all'incendio. 
L'incendio della farchia avviene tramite i fuochi d'artificio, sotto lo sguardo delle contrade nemiche, pronte a criticare la minima imperfezione della farchia appena eretta e a fischiare, in segno di sfottò, la temutissima interruzione della raffica di spari che funge da miccia all'accensione del gigante di canne.
Dopo che tutte le farchie sono accese, i faresi danno spazio ai canti, ai dolci e al vino.
Dalla chiesa madre la processione con la statua del santo arriva sul piazzale per la benedizione delle farchie.
Col sopraggiungere della sera i contradaioli buttano a terra la propria farchia per tagliarne una metà da riportare alla contrada dove questa finirà di ardere.
Un tempo le farchie venivano riportate e bruciate in paese, nella piazza del mercato. A seguito di lamentele da parte degli abitanti della piazza, i cui portoni di casa spesso bruciavano a causa del fuoco che cadeva dalle farchie, si decise di spostare tutte le farchie sotto il paese lungo il fiume Foro. Con la creazione della pompa di benzina alla fine degli anni sessanta finì l'usanza di terminare i festeggiamenti tutti insieme accanto alla propria farchia. 
Il 17 mattina, presso la chiesa di S.Antonio, si svolge la festa religiosa con la benedizione del pane, del fuoco e degli animali.